# William McKinley
Numele "McKinley" și "Mckinley" redirecționează aici.  Pentru alte întrebuințări, vedeți McKinley, incluzând Muntele McKinley.
William McKinley (n. 29 ianuarie 1843, Niles⁠(d), Ohio, SUA – d. 14 septembrie 1901, Buffalo, New York, SUA) a fost cel de-al douăzeci și cincilea președinte al Statelor Unite ale Americii.  A fost ales de două ori, în 1896 și în 1900, dar a fost asasinat în 1901 la Pan-American Exposition⁠(d) în Buffalo, New York.